# Rostock-Parkstraße
Rostock-Parkstraße – przystanek kolejowy w Rostocku, w kraju związkowym Meklemburgia-Pomorze Przednie, w Niemczech. Znajduje się tu 1 peron.